# Theridion plectile
Theridion plectile är en spindelart som beskrevs av Simon 1909. Theridion plectile ingår i släktet Theridion och familjen klotspindlar.
Artens utbredningsområde är Vietnam. Inga underarter finns listade i Catalogue of Life.